# Golf van Policastro
De Golf van Policastro (Italiaans: Golfo di Policastro) is een baai van de Tyrreense Zee die grenst aan drie Italiaanse provincies: Salerno (Campania), Potenza (Basilicata) en Cosenza (Calabrië). Het westelijke uiteinde van de baai is Punta degli Infreschi in de gemeente Camerota in de Cilento, en het zuidoostelijke uiteinde is Capo Scalea, bij de plaats Scalea, een afstand van ongeveer 80 km langs de kust (ongeveer 40 km hemelsbreed). De kust van de Cilento, de Costiera Cilentana, ligt deels aan de Golf van Policastro.

## Beschrijving
In de oudheid heette de baai Sinus Laus, naar de polis van Magna Graecia Laos, gelegen in Santa Maria al Cedro, voorbij de Golf van Policastro. Vandaag de dag ontleent de golf zijn naam aan de stad Policastro Bussentino (nu deel van de gemeente Santa Marina), de oude Pyxous van Magna Graecia en later bekend als Buxentum in de Romeinse tijd.
De gehele Tyrreense kust van Basilicata kijkt uit over de Golf van Policastro, die in het noorden wordt gedomineerd door de Massiccio del Sirino. De belangrijkste gemeenten zijn Sapri in Campanië, Maratea in Basilicata, Praia a Mare en Scalea in Calabrië. Het Campaniaanse deel van de golf valt gedeeltelijk binnen het Nationaal park Cilento, Vallo di Diano e Alburni.